# Matthäus Lang von Wellenburg
Matthäus Lang von Wellenburg (ur. w 1468 albo w 1469 w Augsburgu, zm. 30 marca 1540 w Salzburgu) – niemiecki duchowny, kardynał.

## Życiorys
Urodził się w 1468 albo w 1469 roku w Augsburgu, jako syn złotnika, Hansa Langa. Studiował na uniwersytetach w Ingolstadt, Tybindze i Wiedniu. Po studiach wstąpił do kancelarii biskupa Bertholda von Henneberga, której został sekretarzem. W latach 90. związał się z Sibillą Millerin, z którą miał trzech synów m.in. Matthäusa i Markusa. W 1494 roku został sekretarzem króla niemieckiego Maksymiliana I. W 1501 roku został biskupem koadiutorem Gurk. Władanie diecezją przejął w 1505 roku i sprawował do czasu rezygnacji w roku 1522. Nigdy nie odwiedził swojej diecezji, za to wykonywał misje dyplomatyczne z polecenia króla, podróżując do Paryża, Rzymu czy Bolonii. W 1507 rok uzyskał tytuł szlachecki, a rok później został kanclerzem królewskim. Przyczynił się do zawiązania Ligi w Cambrai oraz do nadania Maksymilianowi tytulatury „wybrany cesarz rzymski”. W 1510 roku został biskupem Kartageny. 10 marca 1511 roku został kreowany kardynałem in pectore. Jego nominacja na kardynała diakona została ogłoszona na konsystorzu 24 listopada 1512 roku i nadano mu diakonię Sant'Angelo in Pescheria. Wcześniej, 5 kwietnia, został mianowany arcybiskupem koadiutorem Salzburga, a władanie diecezją, na zasadzie sukcesji objął siedem lat później. Początkowo wsparł synod w Pizie, jednak następnie wziął udział w obradach V soboru laterańskiego. 8 sierpnia 1519 roku został podniesiony do rangi kardynała prezbitera, zachowując kościół tytularny na zasadzie pro hac vice. 24 sierpnia przyjął święcenia kapłańskie, a dzień później – sakrę. Walnie przyczynił się do elekcji Karola V, a po Sejmie Rzeszy w Wormacji w 1521 roku zaoponował przeciwko propozycjom reformy Marcina Lutra, nakłaniając cesarza do podjęcia kroków wobec augustianina. W 1524 roku zakazał publikacji i kazań Lutra oraz nadzorował wykonywanie edyktu wormackiego. W 1525 roku negocjował traktaty wiedeńskie, które umożliwiały aneksję Czech i Węgier do Świętego Cesarstwa Rzymskiego. Potępił powstanie chłopskie w Niemczech i dla załagodzenia nastrojów proluterańskich powołał mentora Lutra, Johanna von Staupitza, na duchownego w katedrze salzburskiej. Rozwiązywał także kilka innych sporów na drodze dialogu z królem Ferdynandem I. 26 lutego 1535 roku został podniesiony do rangi kardynała biskupa i otrzymał diecezję suburbikarną Albano. W latach 1535–1536 był administratorem apostolskim Chiemsee. Zmarł 30 marca 1540 roku w Salzburgu.